# Nazionale femminile under 17 di calcio del Messico
La nazionale Under-17 di calcio femminile del Messico è la rappresentativa calcistica femminile internazionale degli Messico formata da giocatrici al di sotto dei 17 anni, gestita dalla Federazione calcistica del Messico (Federación Mexicana de Fútbol - FEMEXFUT).
Come membro della Confederation of North, Central America and Caribbean Association Football (CONCACAF) partecipa al campionato nordamericano di categoria, i risultati dei quali sono utilizzati per accedere o meno al campionato mondiale FIFA Under-17.
A Giamaica 2013 ha vinto il suo unico campionato nordamericano nella storia, al quale si aggiungono tre secondi posti e un terzo posto.
Presso il Mondiale FIFA, la miglior posizione conquistata è la finale dell'edizione di Uruguay 2018, persa contro le avversarie della Spagna (2-1).

## Partecipazioni ai tornei internazionali

### Piazzamenti al campionato nordamericano Under-17
- 2008: Quarto posto
- 2010: Secondo posto
- 2012: Terzo posto
- 2013: Campione
- 2016: Secondo posto
- 2018: Secondo posto
- 2022: Secondo posto

### Piazzamenti ai Mondiali Under-17
- 2008: Non qualificata
- 2010: Fase a gironi
- 2012: Fase a gironi
- 2014: Quarti di finale
- 2016: Quarti di finale
- 2018: Secondo posto
- 2022: Fase a gironi